# Tony Millington
Anthony Horace Millington, detto Tony (Hawarden, 5 giugno 1943 – 5 agosto 2015), è stato un calciatore gallese, di ruolo portiere.

## Carriera

### Club
Ha giocato in Inghilterra e Galles.

### Nazionale
Con la Nazionale gallese ha giocato 21 partite tra il 1962 e il 1971.